# Kybartai
Kybartai è una città della Lituania, situata nella contea di Marijampolė. 

## Sport

### Calcio
La città è sede dello Sveikata, la più antica società calcistica esistente della Lituania.